# Ryan St. Onge
Ryan St. Onge (ur. 7 lutego 1983 w Hartford) – amerykański narciarz dowolny. Specjalizuje się w skokach akrobatycznych. Jego największym sukcesem jest złoty medal w skokach akrobatycznych wywalczony na mistrzostwach świata w Inawashiro. Zajął także 16. miejsce w tej samej konkurencji na igrzyskach olimpijskich w Turynie oraz 4. miejsce na igrzyskach w Vancouver.
Najlepsze wyniki w Pucharze Świata osiągnął w sezonie 2008/2009, kiedy to zajął 5. miejsce w klasyfikacji generalnej, a w klasyfikacji skoków akrobatycznych był drugi.

## Osiągnięcia

### Igrzyska olimpijskie
| Miejsce | Dzień     | Rok  | Miejscowość | Konkurencja        | Zwycięzca        |
| ------- | --------- | ---- | ----------- | ------------------ | ---------------- |
| 16.     | 23 lutego | 2006 | Turyn       | Skoki akrobatyczne | Han Xiaopeng     |
| 4.      | 25 lutego | 2010 | Vancouver   | Skoki akrobatyczne | Alaksiej Hryszyn |

### Mistrzostwa świata
| Miejsce | Dzień    | Rok  | Miejscowość          | Konkurencja        | Zwycięzca        |
| ------- | -------- | ---- | -------------------- | ------------------ | ---------------- |
| 12.     | 1 lutego | 2003 | Deer Valley          | Skoki akrobatyczne | Dmitrij Archipow |
| 6.      | 18 marca | 2005 | Ruka                 | Skoki akrobatyczne | Steve Omischl    |
| 18.     | 10 marca | 2007 | Madonna di Campiglio | Skoki akrobatyczne | Han Xiaopeng     |
| 1.      | 4 marca  | 2009 | Inawashiro           | Skoki akrobatyczne | -                |
| 21.     | 4 lutego | 2011 | Deer Valley          | Skoki akrobatyczne | Warren Shouldice |

### Puchar Świata

#### Miejsca w klasyfikacji generalnej
- sezon 1999/2000: 72.
- sezon 2001/2002: 55.
- sezon 2002/2003: 17.
- sezon 2003/2004: 106.
- sezon 2004/2005: 16.
- sezon 2005/2006: 16.
- sezon 2006/2007: 20.
- sezon 2007/2008: 45.
- sezon 2008/2009: 5.
- sezon 2009/2010: 82.
- sezon 2010/2011: 39.

#### Miejsca na podium
1. Mont Tremblant – 9 stycznia 2005 (skoki akrobatyczne) – 1. miejsce
2. Deer Valley – 28 stycznia 2005 (skoki akrobatyczne) – 1. miejsce
3. Mount Buller – 4 września 2005 (skoki akrobatyczne) – 1. miejsce
4. Deer Valley – 13 stycznia 2006 (skoki akrobatyczne) – 1. miejsce
5. Jilin – 9 grudnia 2006 (skoki akrobatyczne) – 1. miejsce
6. Inawashiro – 17 lutego 2008 (skoki akrobatyczne) – 3. miejsce
7. Deer Valley – 30 stycznia 2009 (skoki akrobatyczne) – 1. miejsce
8. Moskwa – 14 lutego 2009 (skoki akrobatyczne) – 1. miejsce
9. Lake Placid – 21 stycznia 2010 (skoki akrobatyczne) – 2. miejsce

- W sumie 7 zwycięstw, 1 drugie i 1 trzecie miejsce.